# Phòng thủ đa diện

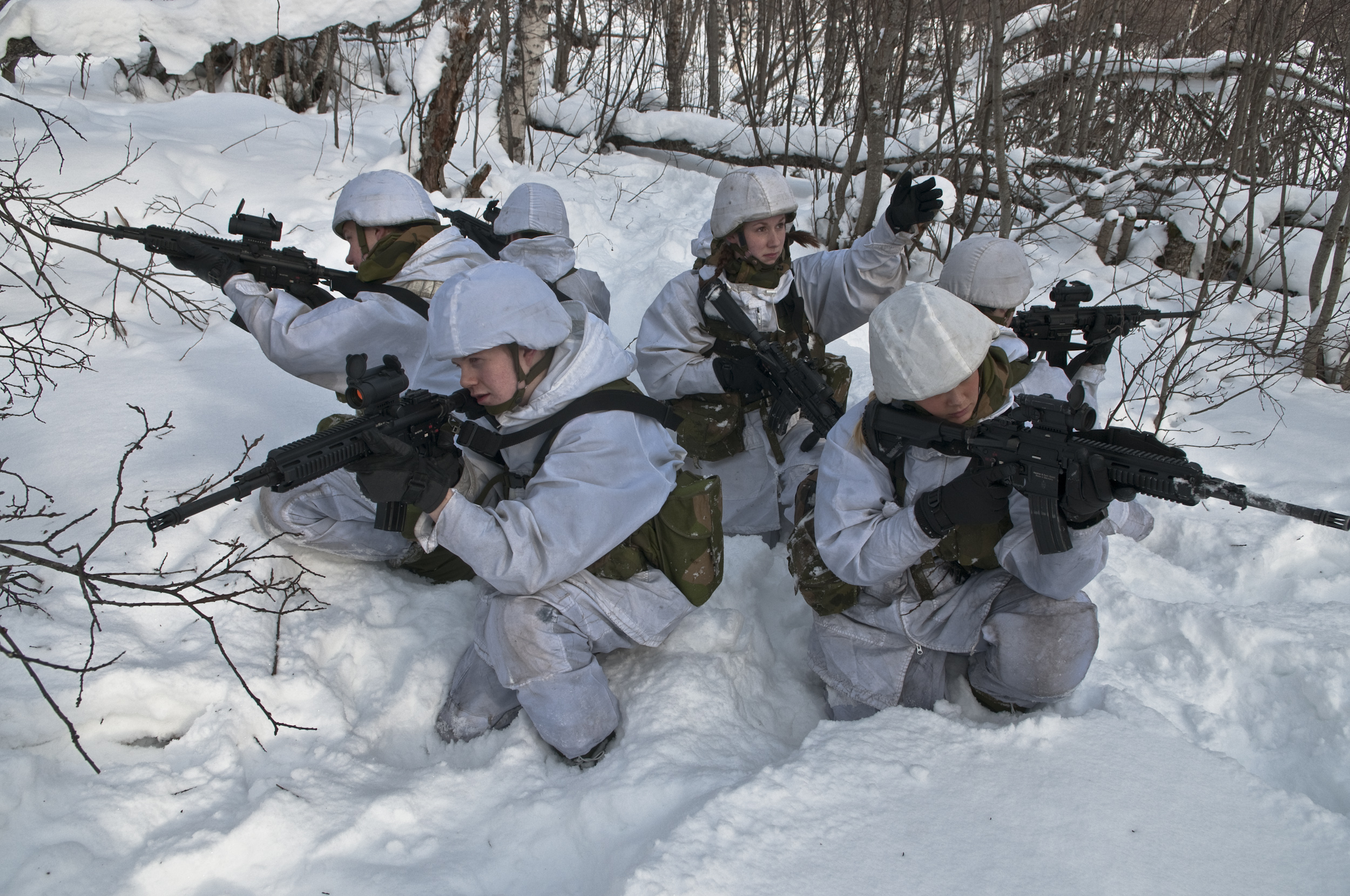
Một vòng "Phòng thủ đa diện" với nhóm lính.

Phòng thủ đa diện, hay Phòng thủ nhiều hướng, là hình thức phòng thủ quân sự theo đội hình, với đặc điểm toàn bộ nhóm lính hoặc một đơn vị quân đội sẽ bố trí thành một vòng khép kín, thường là vòng tròn, hướng súng ra phía ngoài, hoạt động này đẩy lùi các cuộc tấn công của quân thù ở mọi hướng. Phòng thủ này trong tiếng Anh được mô tả bằng thuật ngữ "All-around defense", "perimeter defense" hay "all round defence".